# La Vampire (roman)
La Vampire est un roman de Paul Féval paru en feuilleton au XIXe siècle.

## Résumé
Parallèlement au complot de Georges Cadoudal contre le premier consul (attentat de la rue Saint-Nicaise), une série de disparitions dans Paris ne peuvent s'expliquer que par les agissements de la vampire comtesse Marcian Gregoryi (alias Addhéma) venue de Hongrie.

## Histoire
Écrit en 1865, La Vampire est le deuxième des trois romans de vampires de Paul Féval, avec Le Chevalier Tènèbre (1860) et La Ville Vampire (es) (1867).
Certains sites internet indiquent à tort que la première édition du roman daterait de 1856. Il s'agit en fait d'une erreur.
La Vampire est publiée en 1865 puis 1866 dans un recueil intitulé Les Drames de la Mort, précédé d'une nouvelle intitulée Exposition et d'un autre roman intitulé La Chambre des amours. D'autres romans devaient continuer la série des Drames de la Mort mais ne furent pas publiés. Toutefois, selon Léa Chaillou, le roman Le Mari embaumé, paru en 1866, serait évoqué dans le prologue des Drames de la Mort sous le titre L'Alcôve mystérieuse.
La Vampire est disponible aux éditions Le Grimoire dans la collection « Mille Saisons ».